# Alfio Rapisarda
Alfio Rapisarda (* 3. September 1933 in Zafferana Etnea, Provinz Catania, Italien) ist ein ehemaliger Diplomat des Heiligen Stuhls. 

Wappen von Alfio Rapisarda

## Leben
Der Erzbischof von Catania, Guido Luigi Bentivoglio SOC, weihte ihn am 14. Juli 1957 zum Priester.
Papst Johannes Paul II. ernannte ihn am 22. April 1979 zum Titularerzbischof von Cannae sowie zum Apostolischen Nuntius in Bolivien und spendete ihm am 27. Mai desselben Jahres im Petersdom die Bischofsweihe; Mitkonsekratoren waren die Kurienerzbischöfe Duraisamy Simon Lourdusamy und Eduardo Martínez Somalo.
Am 29. Januar 1985 berief ihn Johannes Paul II. zum Apostolischen Pro-Nuntius in Zaire, am 2. Juni 1992 zum Apostolischen Nuntius in Brasilien und am 12. Oktober 2002 zum Apostolischen Nuntius in Portugal.
Papst Benedikt XVI. nahm am 8. November 2008 sein aus Altersgründen vorgebrachtes Rücktrittsgesuch an.